# České kláštery menších bratří

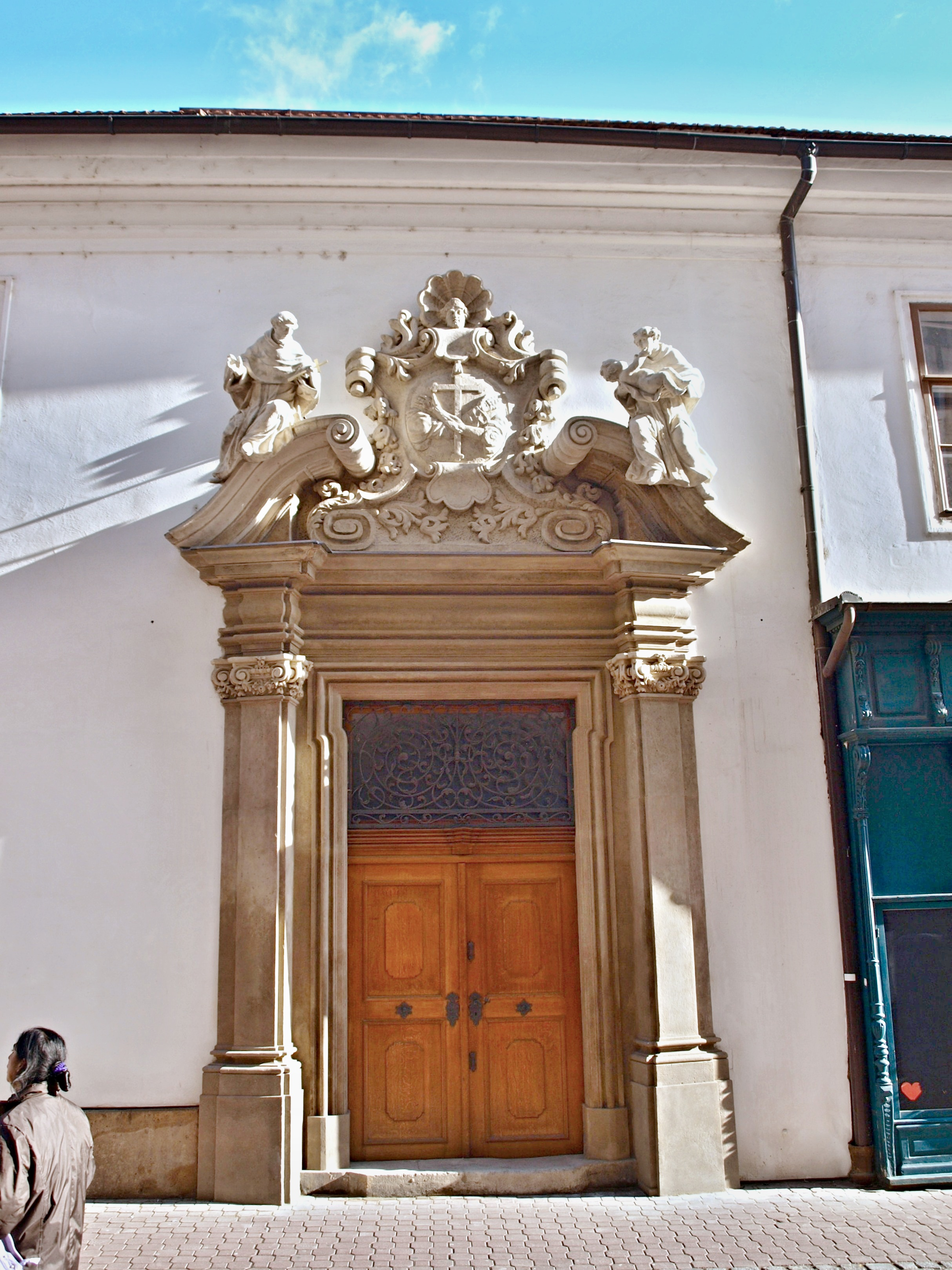
Minoritský klášter v Brně, vstup se znakem zkřížených paží

Toto je neúplný seznam zaniklých i existujících minoritských klášterů založené na českém území. Mezi minoritské řády patří řád menších bratří (bosí františkáni, spirituálové, observanti, bernardini), řád menších bratří kapucínů, řád menších bratří konventuálů (minorité),
| Název                                  | místo                     | klášterní kostel                           | rok založení  | fundátor                                    | poznámky |
| -------------------------------------- | ------------------------- | ------------------------------------------ | ------------- | ------------------------------------------- | -------- |
| Klášter minoritů (Staré Město)         | Staré Město (Praha)       | sv. Jakuba Většího                         | po 1228       | král Václav I.                              |          |
| Klášter minoritů (Olomouc)             | Olomouc                   | Panny Marie Sněžné (dříve sv. Petra)       | 1230          |                                             |          |
| Klášter františkánů (Brno)             | Brno-střed                | Marie Magdalské                            | 1451          | Jan Kapistránský                            |          |
| Klášter minoritů (Brno)                | Brno-střed                | svatých Janů                               | 1230          | Václav I., Jan Velen Černohorský z Boskovic |          |
| Klášter minoritů (Nové Město)          | Nové Město (Praha)        | sv. Františka                              | asi 1233      |                                             |          |
| Klášter minoritů (Litoměřice)          | Litoměřice                | sv. Jakuba Staršího                        | 1233          |                                             |          |
| Klášter minoritů (Kadaň)               | Kadaň                     | sv. Michaela archanděla                    | 1234          |                                             |          |
| Klášter minoritů (Znojmo)              | Znojmo                    |                                            | asi 1235      | Václav I.                                   |          |
| Minoritský klášter (Opava)             | Opava                     | sv. Ducha                                  | 1238          | Mečislav II. ?                              |          |
| Minoritský klášter (Hradec Králové)    | Hradec Králové            |                                            | asi před 1238 |                                             |          |
| Minoritský klášter (Stříbro)           | Stříbro                   |                                            | asi 1240      |                                             |          |
| Minoritský klášter (Benešov)           | Benešov                   |                                            | asi 1246      | Tobiáš z Benešova (probošt)                 |          |
| Minoritský klášter (Jihlava)           | Jihlava                   | Nanebevzetí Panny Marie                    | před 1250     | stavba zahájena již v roce 1221             |          |
| Minoritský klášter (Kladsko)           | Kladsko                   |                                            | před 1260     |                                             |          |
| Minoritský klášter (Žatec)             | Žatec                     | sv. Petra a Pavla, Nanebevzetí Panny Marie | před 1266     |                                             |          |
| Minoritský klášter (Cheb)              | Cheb                      | Zvěstování Panny Marie                     | 1257          | Hecht z Podhradu, Honnigar ze Seeberku      |          |
| Minoritský klášter (Krnov)             | Krnov                     | Narození Panny Marie                       | 1273          |                                             |          |
| Minoritský klášter (Bechyně)           | Bechyně                   | Nanebevzetí Panny Marie                    | asi 1281      |                                             |          |
| Minoritský klášter (Valtice)           | Valtice                   |                                            | před 1286     |                                             |          |
| Minoritský klášter (Vysoké Mýto)       | Vysoké Mýto               |                                            | 1290          |                                             |          |
| Klášter minoritů (Mladá Boleslav)      | Mladá Boleslav            |                                            | 1293          | Jan z Michalovic                            |          |
| Minoritský klášter (Plzeň)             | Plzeň                     |                                            | po 1295       |                                             |          |
| Minoritský klášter (Nový Bydžov)       | Nový Bydžov               |                                            | po 1305       |                                             |          |
| Minoritský klášter (Žatec)             | Žatec                     |                                            | před 1314     |                                             |          |
| Minoritský klášter (Čáslav)            | Čáslav                    |                                            | ?             |                                             |          |
| Minoritský klášter (Planá)             | Planá u Mariánských Lázní |                                            | ?             |                                             |          |
| Minoritský klášter (Uničov)            | Uničov                    | Povýšení svatého Kříže                     | 1330          | Alžběta ze Sovince                          |          |
| Minoritský klášter (Český Krumlov)     | Český Krumlov             | Božího Těla, Zvěstování Panny Marie        | 1350          | Kateřina z Rožmberka                        |          |
| Minoritský klášter (Žatec)             | Žatec                     |                                            | před 1314     |                                             |          |
| Minoritský klášter (Jindřichův Hradec) | Jindřichův Hradec         |                                            | 1369          | Oldřich III. z Hradce                       |          |
| Minoritský klášter Krupka              | Krupka                    |                                            | 14. století   |                                             |          |